# 古永鏘
古永鏘（1966年—），中国企业家，原搜狐总裁兼首席运营官，优酷CEO，合一集团董事长兼CEO。

## 生平
1966年出生于香港，1980年独自前往澳大利亚留学，在新南威尔士大学学习化工，1985年随家人搬去美国，考了三次进入加州大学伯克利分校经济系，毕业后进入贝恩策略顾问，1992年考入斯坦福大学，1993年进入宝洁香港，1994年进入富国投资，1998年进入搜狐，后担任首席运营官和总裁。2015年担任优酷CEO兼首席运营官，2016年辞去合一集团董事长兼CEO一职。

## 争议
优酷于2010上市，很多员工抱着财富自由的想法，没想到古永锵为了一己私利，稀释了手下人的股权。稀释比例到了18:1，员工直呼其老狐狸。很多员工工作多年以为能买房了，没想到连一辆车都买不起，因为稀释过后行权成本一度超过股价。 

## 家庭
妻子是秦琼，父亲是土木工程师，来自广州，母亲来自天津，还有一个妹妹。